# Raid de John Brown contre Harpers Ferry
Le raid de John Brown contre Harpers Ferry est une attaque armée menée par l'abolitionniste américain John Brown et une vingtaine de ses hommes contre l'arsenal fédéral alors situé à Harpers Ferry, alors en Virginie, en octobre 1859.
Prennent part à l'assaut ou à sa préparation directe trois fils de John Brown, Oliver, Owen et Watson Brown, mais aussi plusieurs de ses partisans : Jeremiah Anderson, Osborne Perry Anderson, John Cook, John Copeland, Barclay Coppoc et son frère Edwin Coppoc, Shields Green, Albert Hazlett, John Henry Kagi, Lewis Leary, William Leeman, Francis Jackson Meriam, Dangerfield Newby, Aaron Stevens, Stewart Taylor, Dauphin Thompson et son frère William Thompson et encore Charles Plummer Tidd.